# Tymofij Połujan
Tymofij Andrijowycz Połujan, ukr. Тимофій Андрійович Полуя́н (ur. 10 stycznia 1998 w Charkowie) – ukraiński siatkarz, reprezentant kraju, grający na pozycji przyjmującego.

## Sukcesy klubowe
Liga ukraińska:
- 2017

Puchar Słowenii:
- 2019

MEVZA - Liga Środkowoeuropejska:
- 2019
- 2020

Liga słoweńska:
- 2019

Liga grecka:
- 2024[2]

## Sukcesy reprezentacyjne
Mistrzostwa Europy Juniorów:
- 2016

Liga Europejska:
- 2021, 2023

## Nagrody indywidualne
- 2019: MVP turnieju finałowego Pucharu Słowenii[3]